# Антрак
Антра́к (рос. Антрак) — присілок у складі Шатровського району Курганської області, Росія. Входить до складу Шатровської сільської ради.
Населення — 3 особи (2010, 51 у 2002).
Національний склад станом на 2002 рік: росіяни — 96 %.